# Стави Одеської області
Стави Одеської області — стави, які розташовані на території Одеської області (в адміністративних районах і басейнах річок).
На території Одеської області налічується 992 ставки, загальною площею 12118 га, об'ємом 198 млн м³.

## Загальна характеристика
Територія Одеської області становить 33,3 тис. км² (5,5 % площі України).
Вона розташована  в межах басейнів річок Дунаю (24 % території області), Дністра (16 %), Південного Бугу (8 %), та річок Причорномор'я (52 %). 
Гідрографічна мережа Одеської області включає великі річки – Дунай (174 км в межах області) та Дністер (116 км у межах області). Середні річки Південного Бугу – Кодима і Чичиклія, басейну Дністра – Кучурган (109 км), середні річки Причорномор’я – Тилігул і Когильник.
Характерною особливістю гідрологічного режиму малих річок, на яких збудовано штучні водні об'єкти та території Одеської області, є те, що вони маловодні, більшість з них влітку пересихають і не мають постійного стоку.
Цільове призначення ставків – комплексне використання, риборозведення, зрошення, культурно-побутове використання. 
Найбільше ставків знаходиться на території Любашівського (100 шт.), Балтського (97 шт.) районів. 
Переважну більшість ставків на території Одеської області було збудовано господарствами за спрощеною проєктною документацією, а частіше – без неї. 
Значна частина ставкового фонду області зношена, переважна кількість ставків має малу площу дзеркала (до 1 га), незначні глибини і фактично є випарниками вологи. 
Гідротехнічні споруди представлені земляними греблями із земляними скидними каналами, у деяких випадках із трубчастими водовипусками. 
Понад 70% малих ставків не мають скидних споруд. Ставки зазнають замулення, втрачають корисну ємність, у деяких випадках – і своє призначення. 
Лише 10% ставків області використовуються на умовах оренди.

## Наявність ставків у межах адміністративно-територіальних районів та міст обласного підпорядкування Одеської області[1]
| Район, місто           | Кількість ставків, шт. | Площа ставків, га | Об'єм ставків, млн м³ | В оренді, шт. | В оренді, га |
| ---------------------- | ---------------------- | ----------------- | --------------------- | ------------- | ------------ |
| Ананьївський           | 20                     | 216               | 2,3                   | 6             | 135          |
| Арцизький              | 34                     | 352               | 5,2                   | -*            | -            |
| Балтський              | 97                     | 530               | 7,6                   | 3             | 40           |
| Березівський           | 76                     | 361               | 5,4                   | 2             | 13           |
| Білгород-Дністровський | 24                     | 1173              | 26,6                  | 4             | 54           |
| Біляївський            | 70                     | 1544              | 20,3                  | 9             | 76           |
| Болградський           | 19                     | 563               | 14,1                  | 1             | 143          |
| Великомихайлівський    | 53                     | 311               | 10,2                  | 3             | 6            |
| Іванівський            | 9                      | 59                | 0,9                   | -             | -            |
| Ізмаїльський           | 20                     | 1284              | 14,9                  | -             | -            |
| Кілійський             | 9                      | 182               | 7,1                   | -             | -            |
| Кодимський             | 58                     | 308               | 3,6                   | 14            | 83           |
| Комінтернівський       | 61                     | 604               | 10,6                  | 10            | 167          |
| Котовський             | 68                     | 441               | 7,6                   | 14            | 207          |
| Красноокнянський       | 35                     | 280               | 3,4                   | 3             | 56           |
| Любашівський           | 100                    | 429               | 4,7                   | 2             | 6            |
| Миколаївський          | 29                     | 184               | 2,0                   | -             | -            |
| Овідіопольський        | 29                     | 217               | 3,3                   | 10            | 79           |
| Ренійський             | 3                      | 1209              | 13,3                  | -             | -            |
| Роздільнянський        | 35                     | 167               | 5,2                   | 2             | 17           |
| Савранський            | 30                     | 211               | 5,2                   | 8             | 190          |
| Саратський             | 7                      | 102               | 2,5                   | -             | -            |
| Тарутинський           | 33                     | 629               | 9,3                   | 5             | 103          |
| Татарбунарський        | 21                     | 174               | 1,4                   | -             | -            |
| Фрунзівський           | 20                     | 97                | 2,2                   | 5             | 9            |
| Ширяївський            | 32                     | 491               | 9,1                   | 2             | 75           |
| Разом                  | 992                    | 12118             | 198                   | 103           | 1459         |

Примітки:  -*  - немає ставків, переданих в оренду.

## Наявність ставків у межах основнихрайонів річкових басейнівна території Одеської області[1]
| Район річкового басейну | Кількість ставків, шт. | Площа ставків, га | Об'єм ставків, млн м³ | В оренді, шт. | В оренді, га |
| ----------------------- | ---------------------- | ----------------- | --------------------- | ------------- | ------------ |
| Дністра                 | 287                    | 3797              | 68,0                  | 34            | 346          |
| Дунаю                   | 88                     | 3901              | 45,0                  | 1             | 143          |
| Південного Бугу         | 157                    | 930               | 16,5                  | 17            | 279          |
| Річки Причорномор’я     | 460                    | 3490              | 68,5                  | 51            | 691          |
| Разом                   | 992                    | 12118             | 198                   | 103           | 1459         |

Найбільша кількість ставків в Одеській області знаходиться в басейнах річок Причорномор'я (46 %), 29 % - у басейні Дністра, 16 % -  Південного Бугу, 9 % - у басейні Дунаю. 